# Bernardon de Serres
Pour les articles homonymes, voir Serres.
Bernardon de Serres (la Bastide de Serres-Los, 1359-15 février 1413) est un officier militaire français. Il est successivement capitaine pontifical, capitaine général de Florence (1396-1398), vice-roi de Naples pour Louis II d'Anjou (1398), gouverneur d’Asti pour le duc Louis d'Orléans (1404), et seigneur de Malaucène, Mollans et Noves.

## Biographie
Fils naturel de Bernardon de la Salle, il naquit à la Bastide de Serres-Los, près d’Hagetmau, dans le diocèse d’Aire-sur-Adour.

### Au service de Raymond VIII, vicomte de Turenne
À la fin décembre 1379, Bernardon de la Salle, qui venait de rendre hommage à Clément VII pour ses fiefs d’Oppède, de Mornas et de Caderousse, acheta à Raymond de Turenne, son compagnon d'armes, la Tour-Canillac et le Mas-Blanc, près de Saint-Rémy-de-Provence. Ce fut en cette occasion qu’il lui présenta son fils Bernardon. Celui-ci passa à son service et le suivit dans sa vicomté.
Au cours des mois d’avril et mai 1381, Raymond de Turenne fit faire ses premières armes au jeune Bernardon. Le vicomte avait décidé d’assiéger le château de Saint-Chamant, occupé par le capitaine anglais Pierre Foucaud, dit le Bourreau. Le consulat de Brive participa à cette opération en s’engageant à payer la somme de 300 francs or.

### Contre les partisans de Charles de Duras en Provence

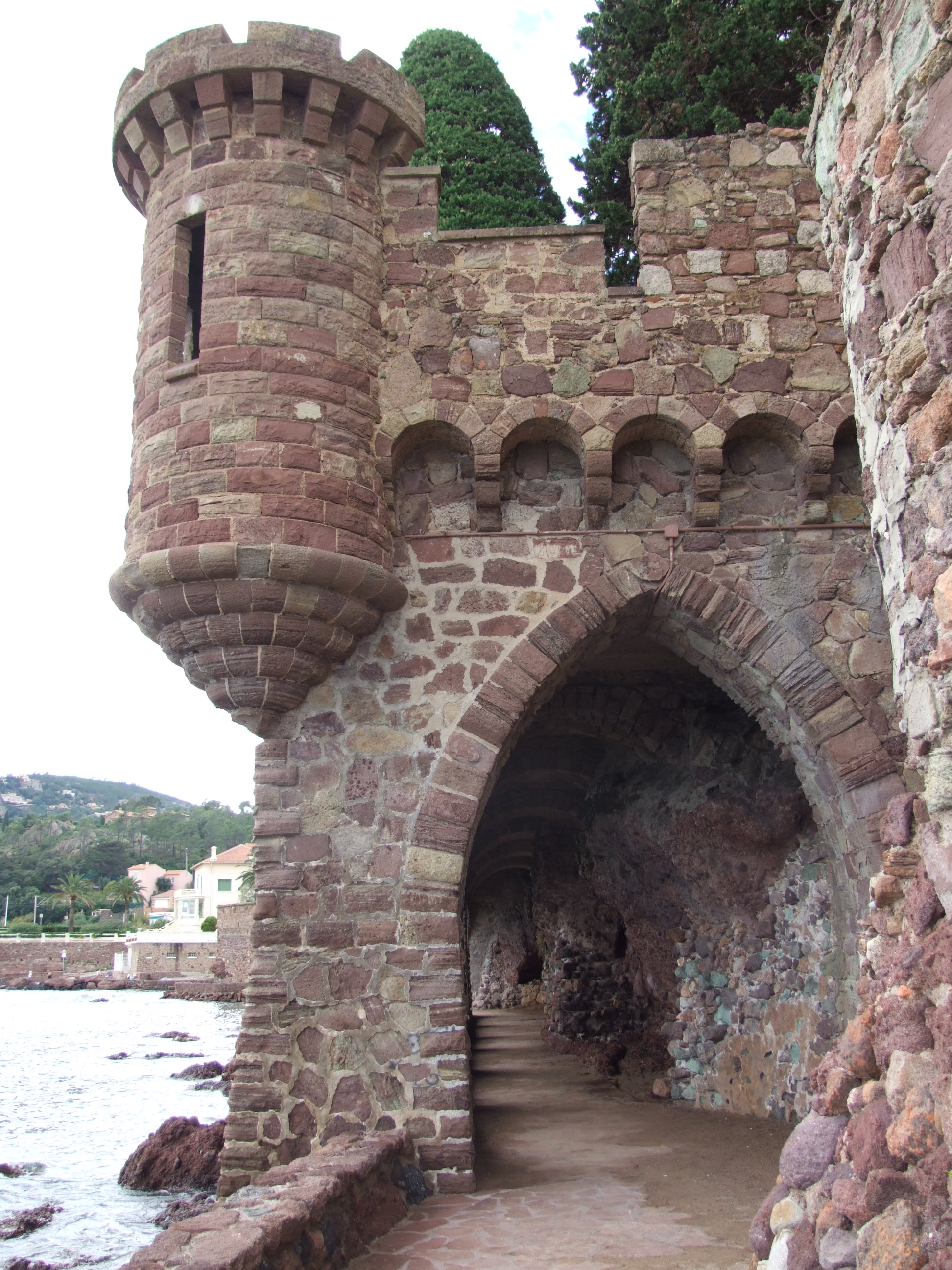
L'entrée du château d'Avignonnet, aujourd'hui, château de la Napoule.

À la fin de l’automne 1381, le sénéchal napolitain Balthazar Spinola cingla vers les côtes provençales et débarqua dans l’une des criques de l’Estérel. Il choisit d’installer son quartier général à Avignonnet.
La flotte marseillaise transporta une partie des troupes provençales et comtadines de Foulques d’Agoult et de Raymond de Turenne vers le golfe de Cannes. Les fidèles de Jeanne prirent leurs quartiers dans le château de Théoule. Ce débarquement rendrait inévitable l’affrontement entre carlistes et loyalistes.
Raymond ordonna à Bernardon qu’Avignonnet fût incendié et que le château Saint-Pierre fût démantelé.
Au cours de l’hiver 1381, le vicomte de Turenne passa avec ses hommes dans l’arrière-pays de Grasse où s’étaient disséminés les troupes carlistes. Il fit mettre à feu et à sang la vallée de la Siagne, s’en prit à Cabris qui fut laissé déshabité, puis les Carlistes qui s’étaient installés dans le castellas des Gréolières furent forcés de déguerpir et de se réfugier derrière les murs de Mouans et Sartoux. Les habitants semblant tous acquis à la cause de Charles de Duras. Raymond commanda à Bernardon de mettre le feu et le château brûla pendant deux jours.
À Grasse, le vicomte apprit que Foulques d’Agoult et Balthazar Spinola se disaient prêts à négocier. Il reprit la route d’Avignon en compagnie de Bernardon.

### L’écuyer de Raymond de Turenne
Devenu l’un des écuyers du vicomte, Bernardon est avec lui à Alès, le 10 mars 1382 quand il reçoit une reconnaissance intéressant la châtellenie de Servières dans la vicomté de Turenne.
Le 22 juillet de cette même année, il accompagne Raymond de Turenne à une assemblée des États d’Auvergne réunis à Clermont. Le vicomte y retrouve son beau-père Jean de Boulogne et de Béraud, Dauphin d’Auvergne.

### Bernardon quitte le vicomte
Louis Ier d’Anjou, le 8 mars 1383, pensant mieux asseoir son autorité sur l’ensemble de la noblesse et des cités provençales, révoque les donations de fiefs de la Reine Jeanne dont celles des Roger de Beaufort. Le lendemain, craignant le pire, Henri de Séveri, le recteur du Comtat, donne ordre de mettre en alerte les sept places-fortes qui tenaient le Venaissin.
Mais l’épidémie de peste qui éclate précipite le départ des Roger de Beaufort pour la Flandre où ils vont participer à la chevauchée de Bourbourg aux côtés de Charles VI.
Clément VII, profitant de l'absence de Guillaume III Roger de Beaufort et de son fils Raymond, juge opportun de retirer à Marquis de Canillac ses revenus de Grillon, leur frère et oncle, le 24 octobre 1383.
Ces spoliations vont déclencher une longue guerre privée. Dès son retour, Raymond de Turenne n’hésite pas à défendre par les armes sa famille et au début 1385 passe du côté de partisans de Charles de Duras regroupés dans l’Union d’Aix. Dès cette année, Bernardon qui est passé à la solde de Clément VII participe à la défense de la Provence et du Comtat Venaissin menacés par les Carlistes, partisans de Duras.

### Sa première campagne d’Italie
Elle commence dès mai 1387, quand Bernardon rejoint son père dans la péninsule. À Viterbe, les habitants ayant refusé de faire allégeance à Urbain VI, Bernardon de la Salle, qui a intégré l’armée pontificale, est envoyé contre eux. Mais le préfet de Rome, Francesco di Vico, ayant écrasé la sédition avant l’arrivée des troupes gasconnes, La Salle se retira à Bolsena tandis que son fils Bernardon quitte Orvieto avec sa seule compagnie et se réfugie à Canino.
Nous le retrouvons en avril 1392, dans le Latium. Tout comme son père, il est passé au service de Clément VII. Sous la légation du cardinal de Ravenne, Pileo da Prata, Bernardon et Nicola Farnese pénètrent dans Bolsena et obtiennent la session le château que défendait Peccia da Montalfina. Ils assaillent Corbara avec 170 cavaliers et 150 hommes à pied, incendient le bourg, enlèvent le château de Ripa et hissent sur cette forteresse l’oriflamme pontifical d'Avignon.

### Le seigneur de Malaucène

Les armes de la cité de Malaucène, fief pontifical

Cet exploit vaudra à Bernardon de Serres, le 1er septembre 1394, de recevoir en fief Malaucène de la part de Clément VII.
Le pape d’Avignon lui concède « en fief le château et la ville de Malaucène, du diocèse de Vaison et du Comté Venaissin, avec ses territoires, forteresse, maisons, édifices, juridiction, etc., pour lui et ses héritiers mâles, descendants légitimes ; ou s’il meurt sans héritier, pour celui de ses frères qu’il choisira lui-même, et cela moyennant le cens annuel d’un florin d’or à payer à la Chambre Apostolique à la fête de saint Pierre et saint Paul ».
Mais l’on sait que les hommes de Bernardon occupaient ce fief pontifical depuis au moins un mois puisque dans le courant du mois d’août, le prob’homme Pierre Duesens, descendit affolé à Avignon pour porter au Recteur Pons de Langeac une importante nouvelle. Il l’informait que les hommes du Capitaine Bernardon avaient vu du haut des remparts de Malaucène dix-sept hommes d’armes caracolant derrière le penon de Raymond de Turenne.

### La seconde campagne en Italie

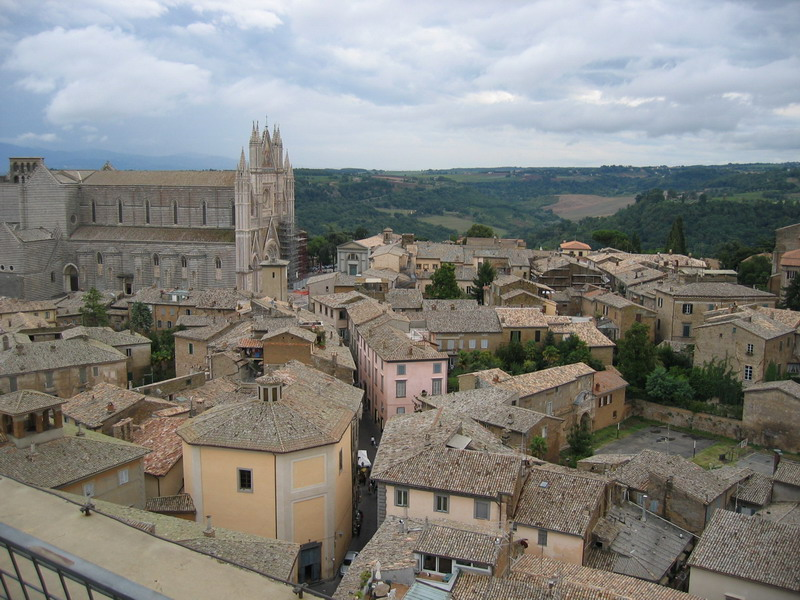
La cité d'Orvieto

En novembre 1394, au début de la conquête de Savone par Enguerrand de Coucy, Bernardon propose, au nom du duc Louis d’Orléans, de contrôler la cité, la forteresse et les châteaux du Patrimoine de Saint-Pierre.
Au printemps 1395, il veut tenter depuis Castel Rubello une longue tractation pour faciliter la paix dans Orvieto entre les factions des beffati / muffati et celle des mercorini.
Après l’échec de la tractation, en avril, Bernardon combat pour Orvieto contre les troupes du pape de Rome en compagnie de Brandolino Brandolini et Ceccolo Broglia. Il s’empare et met à sac Toscanella (Tuscania), occupe Canino, Bagnoregio et Civitella d’Agliano.
En juillet, dans le Latium, en compagnie de Farnese, il libère son fils Ranuccio, qui avait été emprisonné par les habitants dans Isola Farnese. Les Orvietians profitent de la situation pour tuer quelques hommes de la cité contre ses ordres.

### En lutte contre les Visconti
En 1396, passé au service de Francesco Gonzaga, seigneur de Mantoue, Bernardon combat les Viscontiens en Lombardie. En octobre, à la demande des Florentins, il délaisse la Romagne et se porte dans les contrées d’Arezzo et de Sienne qu’il dévaste.
Puis il s’avance vers Montalcino, où des conjurés se dressent en sa faveur. Il reçoit 3 500 florins des Siennois pour ne pas piller leur cité, pénètre dans la région de Pise et refuse la somme que lui offre Jacopo d’Appiano.
Pour la défense de Pise accourent les condottières siennois Guido da Correggio et Broglia, qui le contraignent à se retirer et à disperser ses troupes entre Volterra et le Col de Val d’Elsa. Au milieu du mois, il passe à la solde directe des Florentins pour affronter les Viscontiens et leurs alliés.

### Le Capitaine général en Toscane

Les armes de la cité de Florence

En janvier 1397, Bernardon repousse les mercenaires siennois jusqu’à Montieri. Le mois suivant, dans val di Nievole, avec six cents cavaliers et deux cents vétérans à pied, il met un terme à la tentative de Giovanni da Barbiano et de Benedetto Mangiadori de faire rebeller San Miniato. Il s’installe à Pescia pour contrôler ses adversaires.
En avril, Alberico et Giovanni da Barbiano, qui ont échappé à la surveillance de Bernardon, arrivent aux portes de Florence. Après dix jours de mise à sac et de rapines, l’armée viscontienne est contrainte de retourner vers Sienne après avoir été étrillée par Paolo Orsini, Biordo et Ceccolino dei Michelotti, mercenaires florentins.
En mai, le Gascon, avec 1 500 cavaliers, entre dans le Siennois qu’il dévaste et menace la cité elle-même. Puis il retourne au col de Val d’Elsa et part conquérir le château de la Selve, à la tête de trente lances et cent hommes à pied et arbalétriers. Ce qui lui vaut le titre de Capitaine Général en Toscane.

### Le Capitaine Général de Florence
En juin 1397, Bernardon, qui vient de perdre le château de Selve, reçoit le bâton de Capitaine général de Florence et donne l’ordre de marcher contre Giovanni di Barbiano.
Le mois suivant, un incident menace sérieusement l’unité de son armée quand Bartolomeo Boccanera défie son autorité et ne respecte pas les ordres reçus. Fou de colère, le Gascon fait décapiter le condottiere pour rétablir la discipline. Surgissent de nouveaux désordres car des condottières comme Orsini et Giovanni Colonna n’acceptent pas le principe que le capitaine général ait le droit de vie ou de mort sur ses subordonnés.
Mais la Seigneurie approuve son action et Bernardon refuse de faire rendre les honneurs militaires à Boccanera. Au milieu du mois de juillet, il reprend en main la situation et, de Mercatale, poursuit son action offensive contre Giovanni di Barbiano. Après un vrai carnage, il le force à rentrer promptement dans Sienne.
En septembre, profitant de la retraite de Barbiano en Lombardie, il traverse la Maremme et attaque à nouveau les Siennois. Sur la route du retour, il se trouve face à Broglia qui, après une grosse escarmouche, lui récupère une bonne partie du butin. Toujours au cours de ce mois, il passe en Valdarno vers Cascina avec Orsini et Giovanni Colonna à la tête de 2 500 cavaliers et 3 000 hommes à pied. Il attaque Campo et Cesanello et dévaste ces territoires pendant neuf jours.

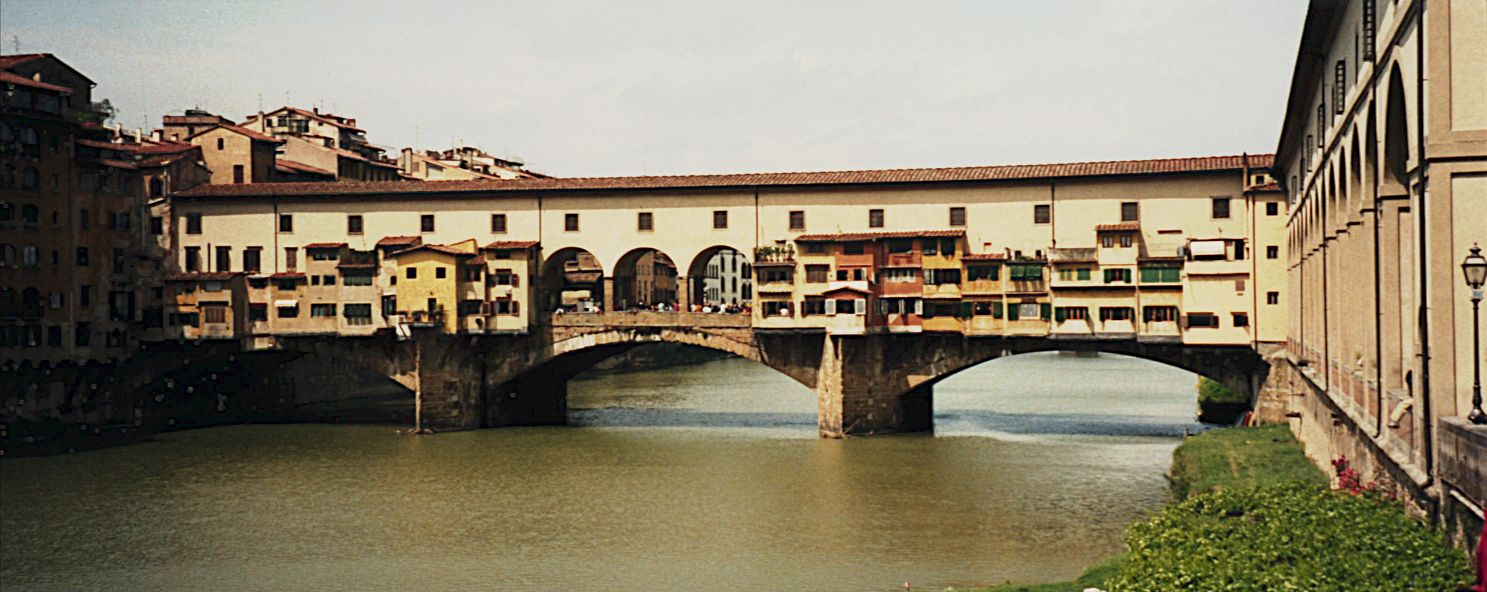
Le Ponte-Vecchio de Florence

En mars 1398, il entre dans la région de Pise, arrive jusqu’à San Piero in Grado et s’empare d’un riche butin. Au retour, il est assailli par des hommes d’arme de Pise sorti par la porte de San Marco. Il les vainc en un peu plus d’une heure et les contraint à faire retraite après avoir capturé une centaine de soldats.
En avril, nouvelle incursion à San Savino et à Cascina, en mai, il poursuit une nouvelle fois les Siennois avec 600 lances. Une trêve est enfin signée entre les partis. Tout de suite après, Bernardon se dirige à Orvieto, où Giannello Tomacelli lui verse 8 000 ducats afin de ne pas favoriser l’une ou l’autre des factions qui se dispute toujours le pouvoir dans la cité.
En juin, le Gascon retourne à Florence et dépose dans les mains des prieurs son bâton de commandement. Celui-ci lui est renouvelé et il est engagé pour dix mois, avec une provision mensuelle de 2 300 florins, dans l’hypothèse que le duc de Milan Gian Galeazzo Visconti rompe la trêve.

### Le vice-roi de Naples
Le sénéchal de Provence, Georges de Marle, était parti depuis le début du mois de juillet 1390 avec Louis II d’Anjou en Italie. On sait que le 20 juillet les troupes provençales et angevines débarquèrent dans le Royaume et entrèrent triomphalement à Naples le 15 août 1390.
Depuis avec des hauts et des bas, le prétendant angevin au royaume de Naples s’affrontait à Ladislas de Duras, fils du défunt Charles, l’assassin de la reine Jeanne.
En juillet 1398, Bernardon, à l’appel des Angevins passe en Ombrie et dans les Abbruzes, il arrive dans la région de Pérouse où il est enrôlé avec Corrado Prospero et ses 4 000 cavaliers. Les deux condottières reçoivent la somme de 10 000 florins. Mais le contrat ne dure que cinq jours : les Pérugins n’ont subitement plus d’argent pour les payer et ils doivent rejoindre Cannara.
Après avoir traité avec le commissaire du comte de Montorio, Bernardon passe dans le royaume de Naples au service de Louis II d’Anjou pour combattre les troupes carlistes. Au cours de sa campagne, il occupe Aquilée et maints châteaux, exploits qui lui valent d’être nommé Vicaire des Abruzzes et vice-roi de Naples.

### Le retour à Florence
En août 1399, Bernardon, avec 300 lances et 200 gens d’armes à pied, se trouve à Città di Castello, en Ombrie. Il reprend contact avec les Florentins, qui lui confirment son titre de capitaine général, une troupe de 200 lances et 100 hommes à pied en temps de paix et de 300 lances et 200 hommes à pied en temps de guerre.
En septembre, il est accueilli à Corbara par Francesco da Montemarte. Après quelques jours, quatre-vingt-dix hommes à pied de sa compagnie quittent de leur quartier et entrent dans Fichino. Ses gens d’armes se font repousser par 100 cavaliers de Paolo Orsini et 100 bandouillers de Montemarte, ils acceptent d’abandonner la cité en échange de 550 florins.
Au cours de l'automne, Bernardon, dans le Latium, reconquiert Valentano pour le comte de Farnese et se heurte aux Viscontiens sur lesquels il remporte quelques succès partiaux. Cela suffit à calmer tout le monde, puisque nous ne retrouvons le Gascon qu’en 1401.
En septembre, il est en Toscane, où il entre avec 200 lances et beaucoup d'hommes à pied dans Pistoia, qui s’est rebellée contre Ricciardo Cancellieri. De retour à Florence, Bernardon donne aux dominicains de Santa Maria Novella 200 florins, pour célébrer perpétuellement une messe en mémoire de son père et de son frère Antoine de la Salle.

### La rupture avec la Seigneurie
En mai 1402, Bernardon, à la tête de 240 lances et 200 gens d’armes à pied, est envoyé en Émilie au secours de Giovanni Bentivoglio, seigneur de Bologne, menacé par les troupes de Visconti. Après une escarmouche devant San Giovanni in Persiceto, il s’enferme dans la cité, fait raser les faubourgs autour du château, dévie l’eau du torrent voisin et met le feu à la campagne.

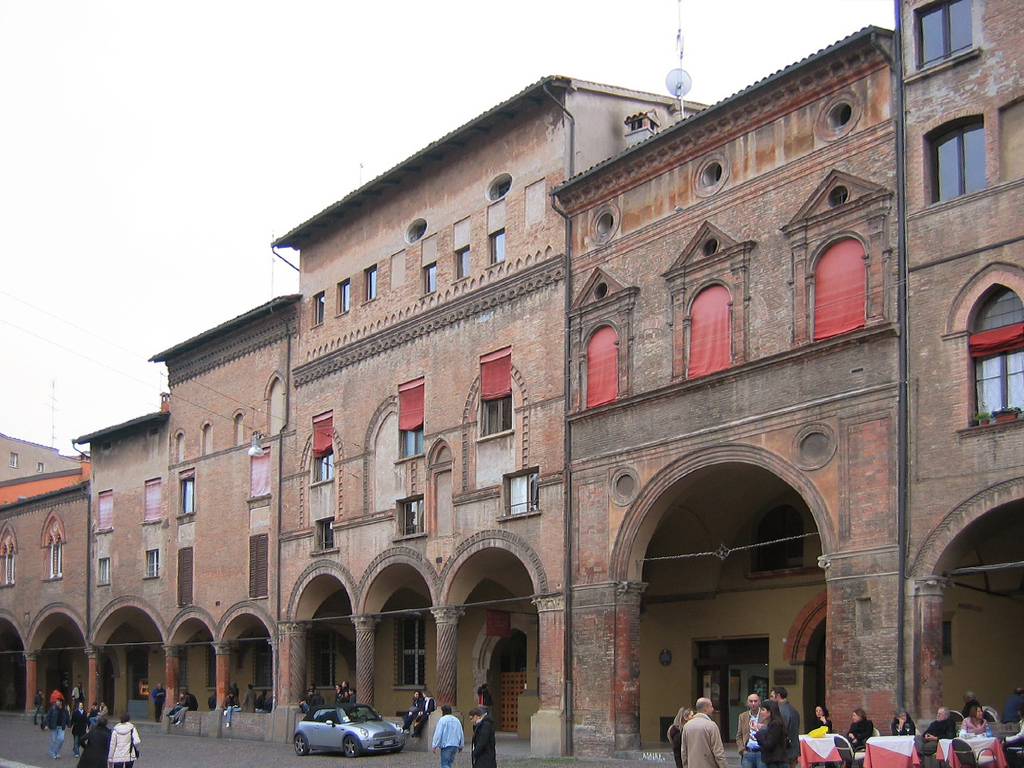
Un des palais médiévaux de Bologne

Le Capitaine Général organise la défense de Bologne, face à une armée supérieure en nombre et riposte avec les troupes qu’il a à sa disposition. Bentivoglio tente de l’obliger à livrer bataille en rase campagne. Le Gascon s’y refuse et dans l’attente de recevoir des ordres de Florence, il se fortifie à Casalecchio di Reno.
En juin, alors que les premiers engagements sont favorables à Bernardon, Giovanni Bentivoglio  lui lance un nouveau défi qu’accepte cette fois le Gascon. Il sort avec Jacques de Carrara à la tête de 2 500 cavaliers.
Dès les premiers affrontements, ses hommes voulant se replier, il frappe avec sa lance Ludovico Gabriotto Cantelli, un des chefs des fuyards. À la fin, abandonné par tous, il est complètement encerclé par ses adversaires Barbiano, Francesco Gonzaga, Jacopo dal Verme, Facino Cane, Ottobono Terzi et Pandolfaccio Malatesta.
Fait prisonnier avec Francesco Terzo da Carrara dal Cane, il est envoyé à Pavie où il se voit imposer une rançon de 20 000 ducats. Son appel aux Florentins reste lettre morte, la Seigneurie l’accuse même d’être le seul responsable de cet échec par ses mauvais choix tactiques. Dégoûté, Bernardon, rançon payée, retourne en France.

### Au service du duc d’Orléans
En janvier 1404, Bernardon entre au service Louis d’Orléans. Leur rencontre a lieu à Pont-Saint-Esprit. Le Gascon s’engage à combattre pour le compte du duc contre n'importe qui avec l’exception de Benoît XIII.
En octobre, de retour en Émilie à la demande du duc, le Gascon combat à nouveau Barbiano. Il presse ses adversaires entre Castel Bolognese et Imola mais ne réussit pas à les empêcher de traverser la rivière Reno.
L’année suivante, en août, il est de retour en France et se joint à Melun aux troupes de Louis d'Orléans pour affronter les Bourguignons. Deux ans plus tard, il se trouve en Provence. Il acquiert Noves auprès de Louis II d’Anjou et contre 4 000 florins, il achète à Pierre de Mévouillon le château supérieur de Mollans qui contrôle toute la haute vallée de l’Ouvèze.

### Le gouverneur d’Asti

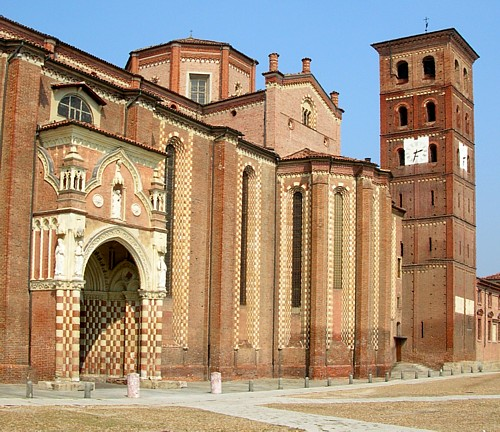
Le dôme d'Asti

Au cours de cette année 1407, Bernardon est nommé par le duc d’Orléans gouverneur d’Asti en lieu et place de Jean de Fontaines. Il va exercer sa charge avec rigueur. Lors de ses absences, il nomme à la tête de la cité son frère Garcias, seigneur de Serres, avec le titre de vice-gouverneur.
En octobre, dans le Piémont, Bernardon unit ses troupes à celle de Jacopo dal Verme pour défendre le duc de Milan des menées des rebelles à la cause des Visconti. Un an plus tard, il aide Charles Malatesta, gouverneur du Milanais, à passer une trêve avec les châtelains de Porte Giovia, opposants à la politique de Giovanni Maria Visconti.
L’année suivante, il prend en main la destinée du Milanais et rallie à sa cause Boucicaut, gouverneur de Gênes, dans son action en faveur du duc  contre Facino Cane. Mais en mai 1409, dès qu’il apprend l’assassinat du duc d’Orléans, Bernardon nomme Louis de Montjoie au gouvernement d’Asti et se retire dans son fief de Malaucène. Dès son arrivée, Guillaume de Pesserat, l’évêque de Vaison lui cède les pleins pouvoirs militaires sur les terres de son diocèse.

### Le fidèle de Charles d'Orléans
En avril 1410, Bernardon rejoint à Blois Charles, nouveau duc d’Orléans en lutte contre les partisans du duc de Bourgogne. En novembre, il organise avec Jean Planterose, vicomte de Caudebec, une expédition en basse Seine. Celle-ci tourne court, le vicomte étant accusé de jouer un double jeu entre les Armagnacs et les Bourguignons.
Nous ne retrouvons Bernardon qu'en janvier 1412, à Orléans au conseil du duc auquel il participe avec Guillaume le Bouteiller et Jean de Fontaines. Dans le cadre de sa future campagne, le 1er février, Charles d'Orléans, le gratifie d’un don de deux cents écus.

### Tué par les Bourguignons
Ce fut sa dernière action militaire puisque le Gascon trouve la mort vers le 15 février 1413 aux environs de Villefranche en Beaujolais. Il est tué par les Bourguignons alors qu'il conduisait un détachement des partisans du jeune duc d'Orléans.

### Une succession difficile: premier épisode

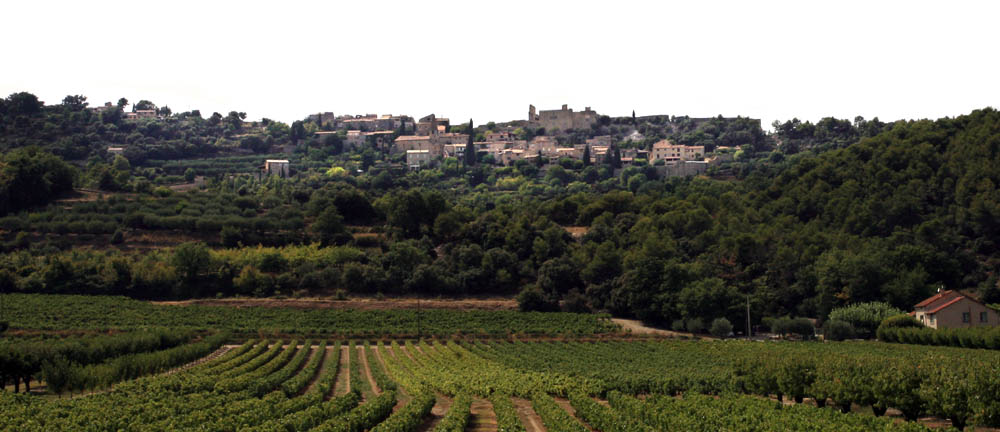
Le village perché du Crestet, résidence des évêques de Vaison-la-Romaine

La disparition de Bernardon provoqua une succession difficile. Son frère Garcias, dit Garciot, son légitime héritier, vint bientôt demander 1 500 florins d’or à Hugues de Theissiac, le nouvel évêque de Vaison-la-Romaine.
Il rappelait que Bernardon avait avancé à l’évêché, du temps de son prédécesseur Guillaume de Pesserat, 1039 florins d’or et trois gros, défendu le Crestet pendant trois ans sans recevoir un denier, enfin, il demandait 106 florins par an, pour la garde de cette forteresse épiscopale et les réparations faites à ses murailles pour lesquelles son frère avait payé 200 florins.
Le prélat parla de l’injustice de ces prétentions et en appela à Jean de Poitiers-Valentinois, recteur du Comtat Venaissin. Cet évêque de Valence soutint son confrère de Vaison dans son refus d’honorer ces dettes et ordonna que le château du Crestet fût immédiatement rendu à Hugues de Theissac.

### Une succession difficile: second épisode
Si, tel un météore, Garcias disparut, il n'en alla pas de même de l'épouse et de la belle-famille de Bernardon. Celles-ci réclamèrent leur part d'héritage.

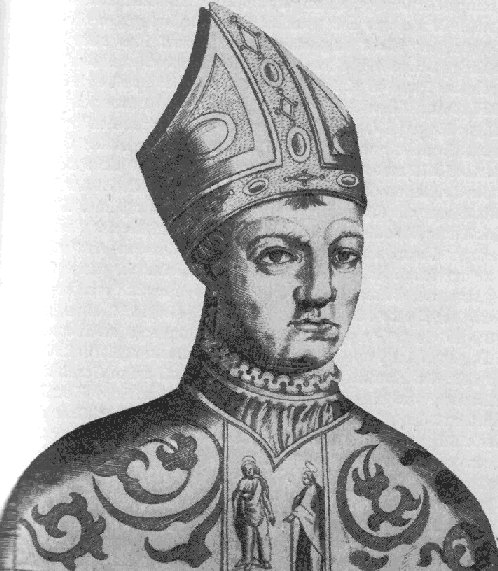
Jean XXIII, qui voulut mettre au pas la belle-famille de Bernardon de Serres

Dès le 12 mars 1413, une transaction intervint entre Romane Baschio, la veuve, le Conseil de Ville de Malaucène, l'évêque de Vaison et François de Conzié, représentant le Siège Apostolique. La dame se disant enceinte, il fut convenu que si, avant la fin du mois d'octobre 1413, elle mettait au monde un fils celui-ci hériterait du fief de son père. Sinon, les Baschio rendraient le château de Malaucène.
Romane accoucha d'une fille qui fut prénommée Catherine de Serres. Du coup, le fief de Malaucène fut déclaré en commise (confisqué) le 26 décembre 1413 et le lendemain le pape Jean XXIII ratifiait l'acte du 12 mars.
Mais les Baschio refusèrent de céder tant que le Saint Siège n'aurait pas remboursé les sommes dues à Bernardon. Ce détail importa peu à François de Conzié. Dès le 4 février 1414, le cardinal-camerlingue décida de mettre le siège devant le château de Malaucène. Il fit venir trois bombardes d'Avignon, Carpentras et Die, ordonna de creuser une mine pour tarir l'eau du puits et délégua sur place le recteur Jean de Poitiers-Valentinois.
Les mines et les bombardes eurent raison des assiégés. Ce qui permit à Jean XXIII de se montrer inflexible. Le 5 mars 1414, il lança l'excommunication contre les Baschio « ordonnant de procéder contre eux par voies de fait, avec l'aide au besoin des rois de France et de Sicile ; en outre un impôt sur la noblesse et le clergé du Comtat fut prescrit pour couvrir les dépenses ».
Rassuré par la tournure des évènements, le 30 mars, le pontife donna pleins pouvoirs à son camerlingue pour traiter de la capitulation. Le château fut restitué à l'Église et Malaucène se vit remettre pour dix ans son cens annuel de blé et d'avoine.
L'excommunication fut levée et Romane de Serres, dès le mois de décembre 1414, fut fiancée par son frère Berthold à un seigneur de la Cour napolitaine de Louis II d'Anjou. À nouveau veuve, elle épousa ensuite Guillaume de Forcalquier, seigneur de Viens et de Grambois. À la mort de celui-ci, elle convola en quatrièmes noces avec un seigneur du Montferrat.